# Pandur I
Pandur I  is een pantserinfanterievoertuig dat als een privaat project is ontwikkeld door de Oostenrijkse firma Steyr-Daimler-Puch. In de jaren tachtig van de vorige eeuw werd het voertuig ontwikkeld en wordt door meerdere landen ingezet door het leger. Er zijn twee modellen ontwikkeld en het ontwerp leidde tot de Pandur II en Pandur EVO. De Pandur zelf is gebaseerd op de Spaanse Pegaso BMR-600

## Ontwikkeling
De Pandur werd ontwikkeld door de firma Steyr-Daimler-Puch. In 1985 was het eerste prototype gereed. Tussen 1987 en 2001 werd het bedrijf in stappen ontbonden en in 1998 werd de productietak van militaire voertuigen verkocht aan een Oostenrijks investeringsbedrijf die deze tak hernoemde tot Steyr-Daimler-Puch Spezialfahrzeug GmbH (SSF). Onder deze firma werd het voertuig doorontwikkeld en dat leidde tot de Pandur II, een 8x8 voertuig. De Pandur werd hernoemd naar Pandur I om het verschil tussen beide voertuigen goed te kunnen onderscheiden. In 2003 werd de firma verkocht aan General Dynamics Land Systems. Dit bedrijf heeft ook MOWAG, GDLS - Duitsland en Santa Bárbara Sistemas in bezit. Dit zijn drie producenten van militaire voertuigen die respectievelijk zijn gevestigd in Zwitserland, Duitsland en Spanje.

## Ontwerp
Door de 6x6 aandrijving rijdt de Pandur relatief soepel. Doordat het voertuig is uitgerust met een Central Tyre Inflating System (CTIS) kan de bestuurder de bandendruk aanpassen aan het, te berijden, terrein. De pandur weegt rond de 13 ton en het pantser is dik genoeg om 7,62 mm kogels te weerstaan. Het pantser aan de voorzijde is genoeg afgeschuind om bescherming te bieden aan 12,7 mm kogels. De Steyr Cummings WD 612 6-cilinder turbomotor levert ongeveer 260 pk en levert het voertuig een topsnelheid van bijna honderd km/h.
Het voertuig biedt plaats aan acht tot negen soldaten en zowel in het passagiers- als het bemanningscompartiment is een verwarming- en koelsysteem geïnstalleerd. Het voertuig heeft geen CBRN (Chemische, Biologische, Radiologische en Nucleaire) bescherming. Naast de standaardbewapening, die bestaat uit een 12,7 mm of een 7,62 mm machinegeweer, heeft het voertuig zijdelings geplaatste rookpotwerpers. Als de banden lek gaan, kan de Pandur verder rijden op harde rubberen banden
De Pandur is speciaal met behulp van een computer ontworpen. Hierdoor zijn de contouren zo ontworpen dat deze minder opvallen in thermische nachtkijkers. Ook werden de vormen zo aangepast dat deze een zo klein mogelijk radar-cross section vormen, waardoor het voertuig meer stealth heeft. Ook is de uitlaat extra geïsoleerd (Thermally Insulated Exhaust System) en is de verf infrarood absorberend. Daarnaast brengt de Pandur een minimaal geluid voort, zodat het dichtbij vijandelijke troepen kan komen zonder opgemerkt te worden.

## Versies
- Model A - Verlengd middendak
  - Pantserinfanterievoertuig
  - Ambulance - bemanning van drie plus een gewondencapaciteit van zes personen.
  - Antitank-voertuig
  - Reparatie- en bergingsvoertuig (ook wel Maint, de afkorting van Maintenance (nl: onderhoud)) - bemanning van vijf personen.
  - Commandeervoertuig
- Model B - Plat dak
  - Amfibievoertuig; Dit voertuig heeft een beter drijfvermogen en wordt aangedreven door twee waterstralen.
  - Mortierdrager
  - Verkennings- en vuursteunvoertuig[2] - bemanning van vijf personen.

## Gebruikers

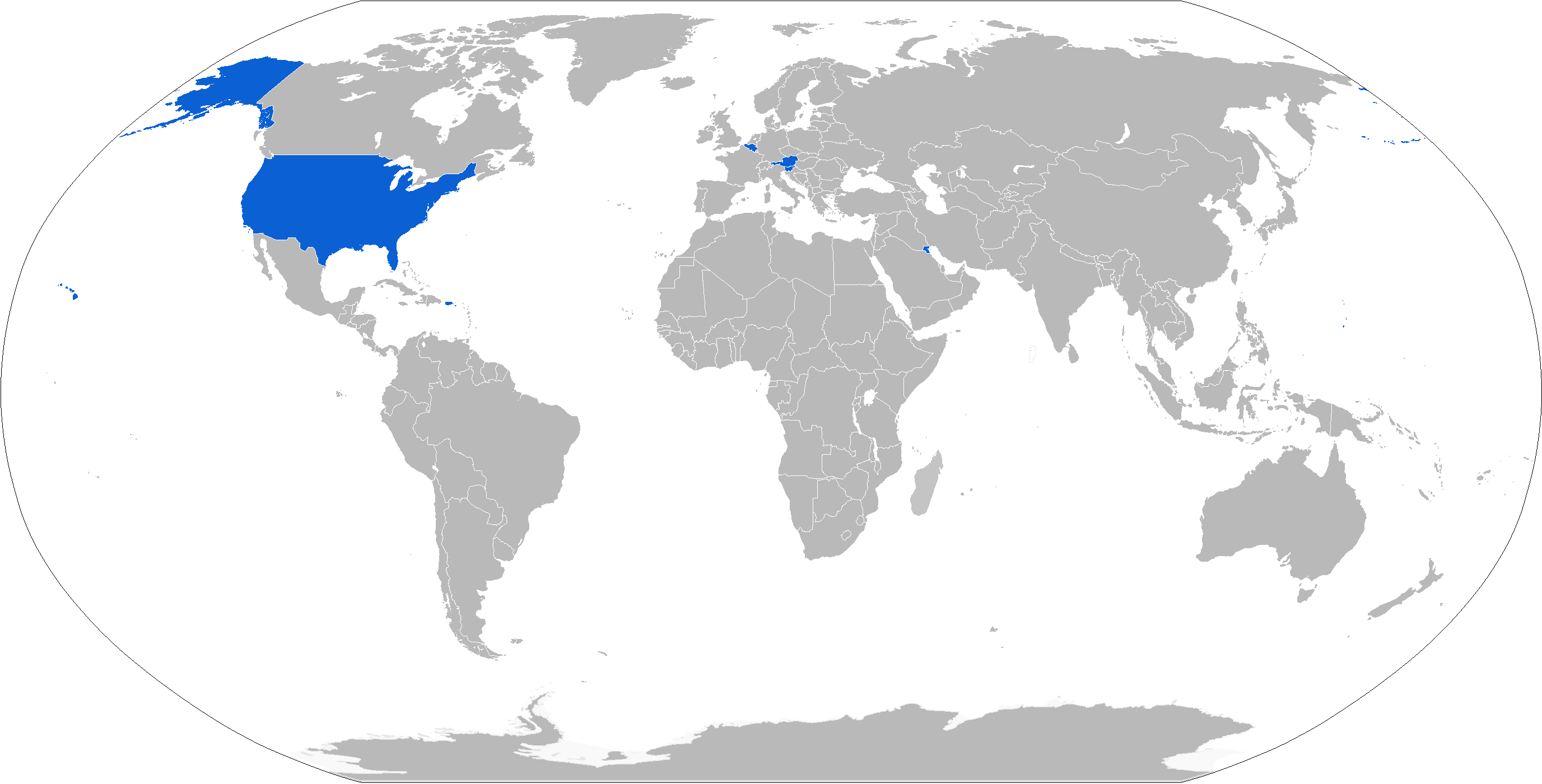
Kaart met de gebruikers van de Pandur I.

- België 60 stuks zijn tussen 1996 en 1998 onder licentie in België gebouwd. Heden zijn er 59 stuks in gebruik waaronder vier Maint voertuigen, tien ambulances en 45 verkenningsvoertuigen.[3][4][5]
- Koeweit 70 stuks zijn in gebruik bij de Koeweit Nationale Garde in zes verschillende versies.
- Oostenrijk 71 voertuigen zijn sinds 1996 door het Oostenrijkse leger in gebruik genomen
- Slovenië 85 stuks zijn onder licentie geproduceerd in Slovenië en lokaal bekend als de 'Valuk'.
- Salomonseilanden Een onbekende hoeveelheid is in gebruik bij de politie-eenheden.
- Verenigde Staten 50 stuks zijn geproduceerd door AV Technology als de Armored Ground Mobility System voor de USASOC (United States Army Special Operations Command).

In januari 2006, werd een vrachtschip, dat in een haven in Equatoriaal-Guinea lag, in beslag genomen door het Equatoriaal-Guinees leger. De lading bestond uit honderd voertuigen, waaronder vijftien Pandurs van het Belgische leger. Zij waren daar als deel van de MONUSCO en bedoeld om tijdelijk te worden gebruikt door troepen uit Benin. Een korte tijd werden ze door Equatoriaal-Guinea in bezit gehouden, maar uiteindelijk werden ze weer teruggegeven aan België.

De Pandur van het Oostenrijkse leger
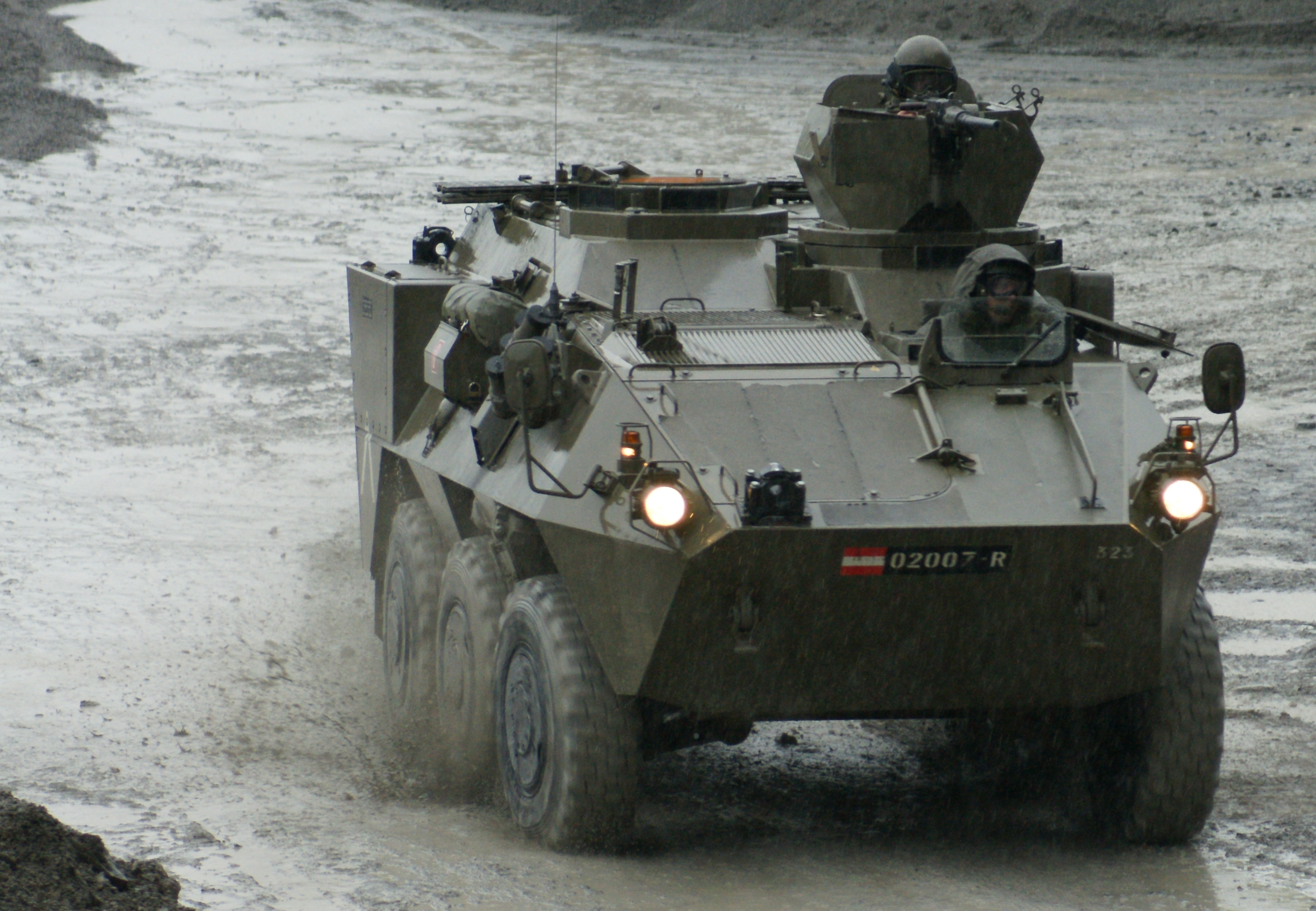
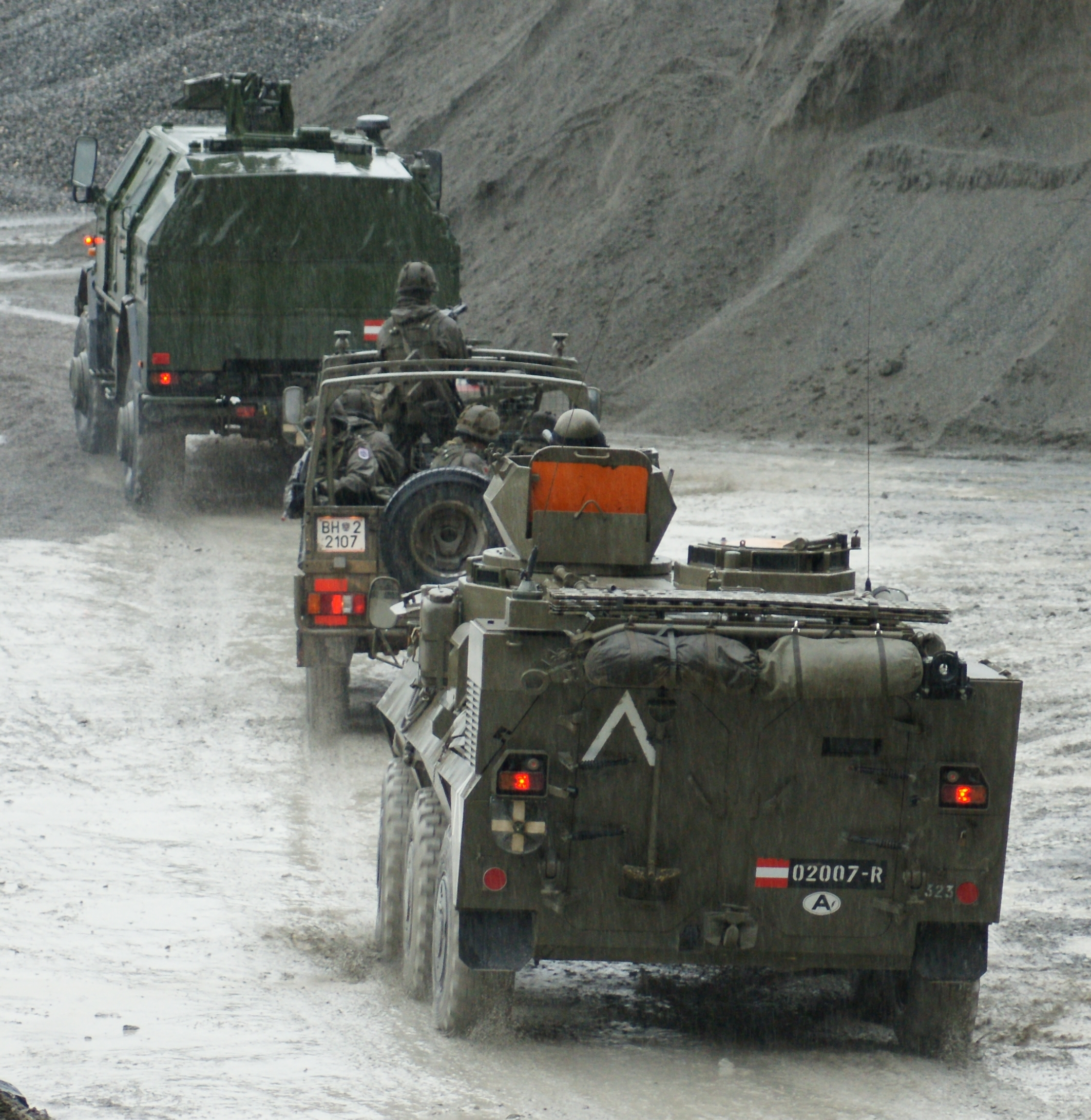
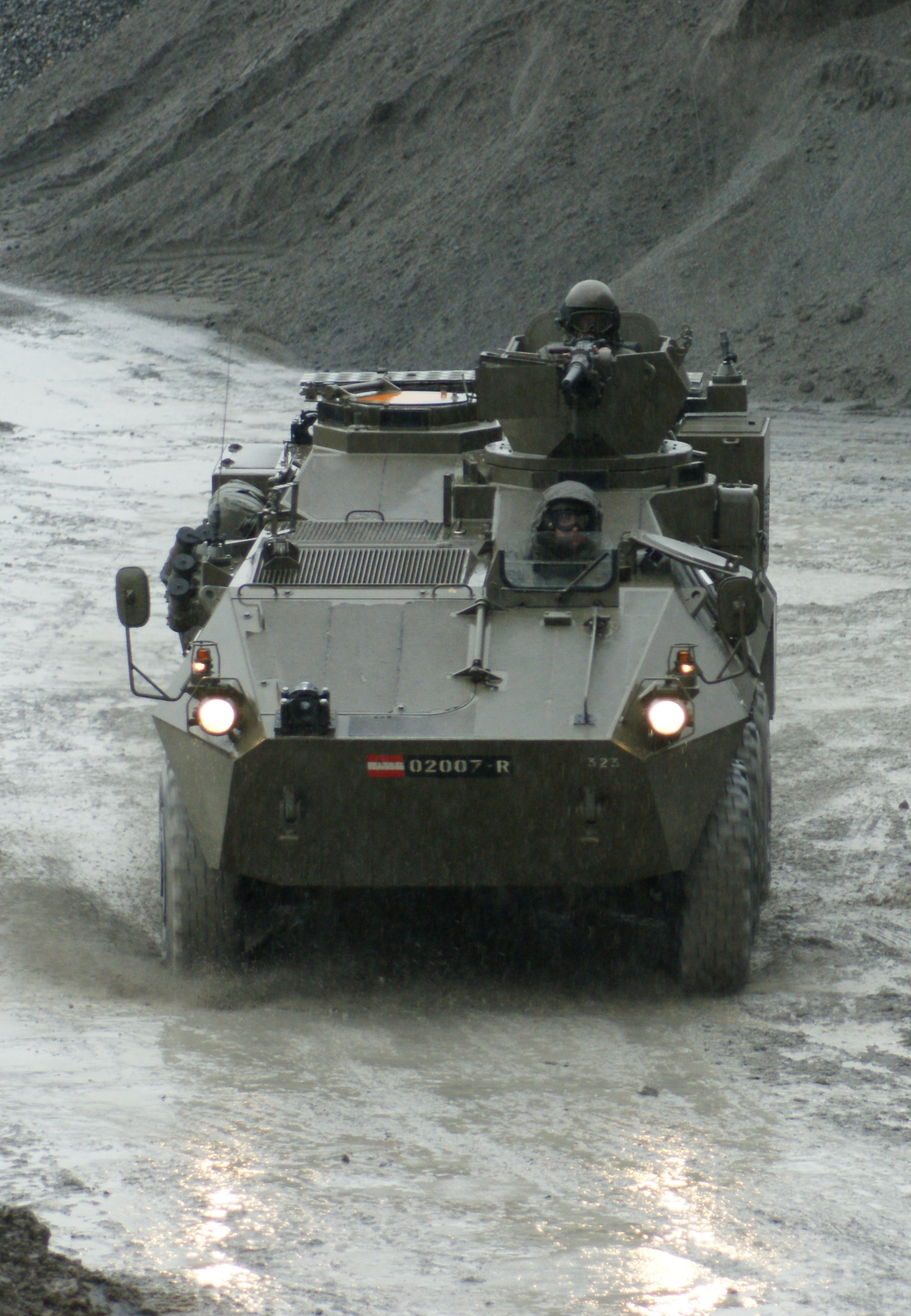